# Trichothyrium
Trichothyrium is een geslacht in de familie Microthyriaceae. De typesoort is Trichothyrium sarciniferum.

## Soorten
Volgens Index Fungorum telt het geslacht 27 soorten (peildatum januari 2022):
| Soortnaam                      | Auteur(s)                          | Publicatiejaar |
| ------------------------------ | ---------------------------------- | -------------- |
| Trichothyrium alpestre         | Theiss.                            | 1914           |
| Trichothyrium asterolibertiae  | Deighton                           | 1960           |
| Trichothyrium asterophorum     | (Berk. & Broome) Höhn.             | 1908           |
| Trichothyrium atroviolaceum    | (Henn.) Höhn.                      | 1914           |
| Trichothyrium austriacum       | Petr.                              | 1940           |
| Trichothyrium caruaruense      | Bat. & H. Maia                     | 1957           |
| Trichothyrium collapsum        | (Earle) Theiss.                    | 1918           |
| Trichothyrium consors          | Rehm ex Theiss.                    | 1910           |
| Trichothyrium densa            | (Racib.) H.X. Wu & K.D. Hyde       | 2011           |
| Trichothyrium dubiosum         | (E. Bommer & M. Rousseau) Theiss.  | 1914           |
| Trichothyrium fimbriatum       | Speg.                              | 1891           |
| Trichothyrium iquitosense      | Theiss.                            | 1919           |
| Trichothyrium jungermannioides | Racib.                             | 1909           |
| Trichothyrium lomatophorum     | Ellis & Everh. ex Seaver & Chardón | 1926           |
| Trichothyrium mirabilis        | (Rehm) Höhn.                       | 1914           |
| Trichothyrium modestum         | Bat. & H. Maia                     | 1957           |
| Trichothyrium oleaceae         | Gonz. Frag. & Cif.                 | 1925           |
| Trichothyrium oleaceae         | Gonz. Frag. & Cif.                 | 1926           |
| Trichothyrium orbiculare       | Syd. & P. Syd.                     | 1913           |
| Trichothyrium peristomale      | (Höhn.) H.X. Wu & K.D. Hyde        | 2011           |
| Trichothyrium reptans          | (Berk. & M.A. Curtis) S. Hughes    | 1953           |
| Trichothyrium robustum         | Doidge                             | 1924           |
| Trichothyrium sarciniferum     | Speg.                              | 1889           |
| Trichothyrium serratum         | Speg.                              | 1889           |
| Trichothyrium sexsporum        | Starbäck                           | 1904           |
| Trichothyrium spinulosum       | (Speg.) Höhn.                      | 1914           |
| Trichothyrium ulei             | (Henn.) Höhn.                      | 1914           |